# Figuil
Figuil är en ort i Kamerun.   Den ligger i regionen Norra regionen, i den norra delen av landet, 700 km norr om huvudstaden Yaoundé. Figuil ligger 295 meter över havet och antalet invånare är 29 399.
Terrängen runt Figuil är platt österut, men västerut är den kuperad. Terrängen runt Figuil sluttar söderut. Trakten runt Figuil är ganska tätbefolkad, med 56 invånare per kvadratkilometer. Närmaste större samhälle är Guider, 19,8 km norr om Figuil. Trakten runt Figuil är en mosaik av jordbruksmark och naturlig växtlighet.